# Universidad Victoria en Wellington
La Universidad Victoria en Wellington (en maorí Te Whare Wānanga o te Ūpoko o te Ika a Māui) fue fundada en 1897 por Acta del Parlamento de Nueva Zelanda e incorporada como parte de la Universidad de Nueva Zelanda. Victoria obtuvo el puesto número 265 en el Top 500 del Mundo de universidades de QS World University Rankings en 2013.

## Historia
Victoria toma su nombre de la reina Victoria del Reino Unido en 1897, como aniversario número 60 de su coronación. Inicialmente hubo una disputa sobre dónde localizarla, siendo temporalmente establecida en Thorndon. Finalmente se decidiría por Kelburn, donde se encuentra el campus principal. Esta decisión fue influenciada por la compañía Wellington Cable Car después de ofrecer un donativo de £1000 para que la universidad se situara en Kelburn con el patrocinio de la compañía de transportes.
Las investigaciones comenzarían en Victoria en 1899, con la llegada de cuatro profesores: Thomas Easterfield, Hugh Mackenzie, Richard Maclaurin y John Rankine Brown. En 1904, se comenzó con la primera etapa de lo que hoy se conoce como Edificio Hunter, que sería inaugurado en 1906 por el Gobernador de Nueva Zelanda.
Con el Edificio Hunter, el crecimiento de la universidad fue exponencial: los estudiantes aumentaron su número de 204 en 1905 a más de 700 en 1923. En 1961, la Universidad de Nueva Zelanda se disolvió y el entonces Victoria College pasaría a ser una universidad.

### Nombre maorí

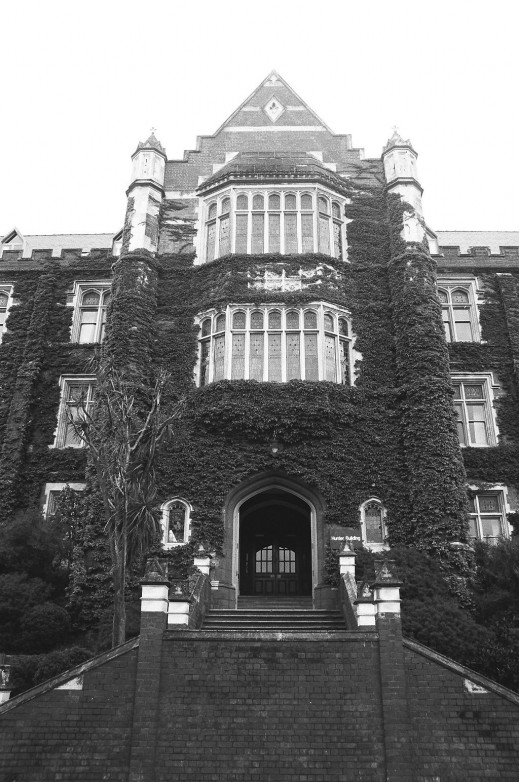
El Edificio Hunter en la Universidad.

El nombre maorí de la Universidad Victoria es «Te Whare Wānanga o te Ūpoko o te Ika a Māui» y fue establecido en la década de 1990 por decisión del Consejo Universitario dentro de varias alternativas propuestas.
«Te Whare Wānanga» se traduce como "lugar o casa de altos estudios", y es la frase que actualmente utilizan las universidades neozelandesas. «o te Ūpoko o te Ika a Māui» significa "en la cabeza del pez de Maui", que deriva de la leyenda maorí de un explorador de la Polinesia, Maui, quién elevó la isla de Aotearoa (nombre maorí para Nueva Zelanda) sobre el mar usando un anzuelo mágico.

## Organización
La Universidad Victoria se encuentra dividida en cuatro campus que contienen las distintas facultades.
El Campus Kelburn fue el primero en fundarse, se encuentra frente a la estación Victoria. Allí se encuentran las oficinas de administración estudiantil y otras facilidades estudiantiles, la biblioteca central, la Facultad de Humanidades y Ciencias Sociales y la Facultad de Ingeniería.
El Campus Pipitea se encuentra en el centro del distrito legal, gubernamental y de negocios de Wellington. Allí están incluidas la Facultad de Derecho, la Casa Rutherford y el tren West Wing; además se encuentra frente a a estación de trenes de Wellington y el intercambiador de autobuses Lambton.
El Campus Te Aro es un edificio rojo muy llamativo en Vivian Street, es la sede de la Facultad de Arquitectura y Diseño. El Campus Karori contiene a la Facultad de Educación, tanto de pregrado como posgrado, y los programas de desarrollo profesional y otros cursos.
La Universidad Victoria además cuenta con 14 halls de residencias para los estudiantes situados en cercanías a los campus y un servicio de acomodación para las mismas.

### Facultades
- Facultad de Arquitectura y Diseño
  - Escuela de Arquitectura
  - Escuela de Diseño
- Escuela de Negocios Victoria

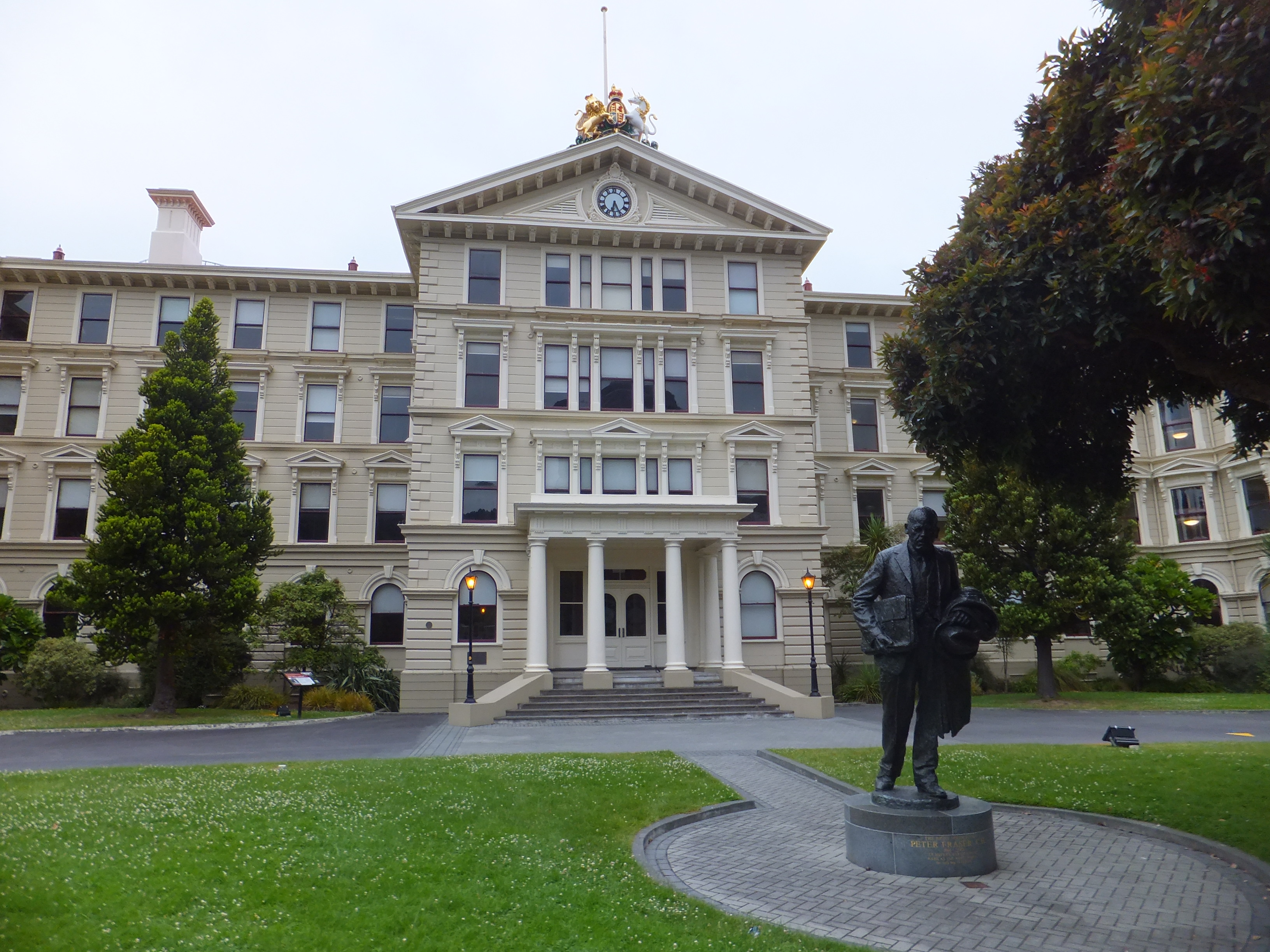
Campus de la Facultad de Derecho de Victoria.

  - Escuela de Contaduría y Leyes Comerciales
  - Escuela de Economía y Finanzas
  - Escuela de Gobierno
  - Escuela de Administración de la Información
  - Escuela de Administración
  - Escuela de Marketing y Negocios Internacionales
- Facultad de Educación
  - Escuela de Política Educativa e Implementación
  - Escuela de Psicología de la Educación y Pedagogía
  - Te Kura Māori
- Facultad de Ingeniería
  - Escuela de Ingeniería y Ciencias de la Computación
- Facultad de Investigación de Graduados
- Facultad de Humanidades y Ciencias Sociales
  - Escuela Superior de Enfermería, Obstetricia y Salud
  - Instituto Internacional de Letras Modernas
  - Escuela Neozelandesa de Música
  - Escuela de Historia del Arte, Clásicos y Estudios Religiosos
  - Escuela de Inglés, Cine, Teatro y Estudios de Medios
  - Escuela de Historia, Filosofía, Ciencia Política y Relaciones Internacionales
  - Escuela de Idiomas y Culturas
  - Escuela de Idiomas y Estudios de Idiomas Aplicados
  - Escuela de Estudios Sociales y Culturales
  - Escuela de Estudios del Maorí
  - Va'aomanū Pasifika
- Facultad de Derecho
- Facultad de Ciencias
  - Escuela de Ciencias Biológicas
  - Escuela de Ciencias Físicas y Químicas
  - Escuela de Geografía, Medio Ambiente y Ciencias de la Tierra
  - Escuela de Matemáticas, Estadísticas e Investigaciones de Operaciones
  - Escuela de Psicología
- Toihuarewa

### Alumnos notables
- Fleur Adcock (MA) Poetisa
- Barbara Anderson (BA) Autora y poetisa
- Michelle Ang (BCA, BSc) Actriz
- Alistair Te Ariki Campbell (BA, DipT), Poetisa y novelista
- Jane Campion (BA) Directora y guionista
- Bill English, político, primer ministro de Nueva Zelanda desde 2016
- Fred Hollows (BA) Cirujano y oftalmólogo
- Witi Ihimaera (BA, Doctor Honorario en Literatura) Escritor, profesor y diplomático
- Alan G. MacDiarmid (BSc, MSc, Doctor Honorario en Ciencia) Ganador del Premio Nobel en Química
- Bret McKenzie Músico
- John Money (BSc) Psicólogo, médico y sexólogo
- Sam Neill (BA), actor
- Ronald Syme (MA) Historiador
- Fran Walsh (BA, Doctor Honorario en Literatura) Guionista y productora
- Albert Wendt (MA) Escritor y poeta
- Thomas Stafford Williams (BCA) Cardenal
- Taika Waititi Director de cine, actor
- Jemaine Clement Actor

## Actividades extracurriculares
Existen en la actualidad unos 130 clubs y sociedades dentro de la Universidad Victoria que incluyen los deportivos, sociales y culturales, religiosos, artes marciales, cine y clubes de alumnado internacional.
La universidad además ofrece actividades recreativas de interior que incluyen el tenis de mesa, Voleibol, Tenis, Bádminton, Basket, Cricket, Fútbol, Netball y una pared de escalada. Al aire libre tiene los espacios de Rugby, Ultimate, Rugby League, Touch, Tenis, Fútbol y Netball. Posee dos centros de fitness con diferentes equipos de entrenamiento. La universidad además cuenta con ligas deportivas y excursiones al aire libre.

### Programa de Liderazgo
El «Victoria International Leadership Programme» (VILP) o Programa de Liderazgo Internacional de Victoria, es un programa libre, gratuito y extracurricular de la universidad enfocado al liderazgo. Cuando un estudiante concluye el VILP este es añadido a su expediente académico conjuntamente con su título y un certificado final que le es entregado. Generalmente los estudiantes tardan tres años en completar el VILP.
Para completar el VILP es requisito participar en tres áreas: los seminarios, de los cuales se deben completar doce, con algunos opcionales y otros obligatorios; los eventos de oratoria, con cinco participaciones y sugerencias en cada uno; y, finalmente, las actividades vivenciales, con las cuales se deben acumular 200 puntos y son internacionales.

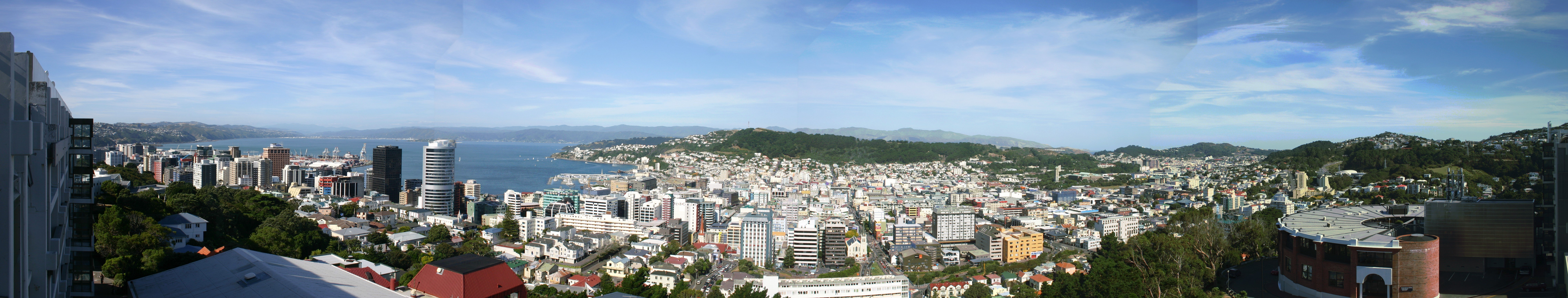
Panorama de Kelburn tomado desde el Cotton Building, en el campus de la universidad.